# Jean François Labarrière
Pour les articles homonymes, voir Labarrière (homonymie).
 Jean François Labarrière , né le 3 avril 1744 à Villeneuve-sur-Lot (Lot-et-Garonne), mort le 16 juin 1810 à Brest (Finistère), est un militaire français de la Révolution et de l’Empire.

## États de service
Il entre en service le 1er novembre 1760, comme lieutenant dans le bataillon de la milice de Figeac, et le 1er mars 1763, il est admis à l’école d’artillerie de Grenoble en qualité d’aspirant. Le 31 octobre 1764, il intègre, comme élève, l’école de La Fère, et il en sort le 14 novembre 1765, pour passer dans le régiment d’artillerie de La Fère, avec le grade de lieutenant.
Le 9 mai 1778, il reçoit son brevet de capitaine par commission, puis celui de capitaine en second le 3 juin 1779, celui de capitaine de sapeurs le 19 avril 1782, et celui de capitaine de bombardiers le 4 mai 1783. Capitaine de canonnier le 3 octobre 1784, il fait les campagnes de 1787 et 1788, en Hollande, sous les ordres du prince de Hesse, et il est fait prisonnier de guerre à la fin de cette campagne. Il reçoit la croix de chevalier de Saint-Louis le 2 décembre 1787.
Chef de bataillon le 28 août 1792, il est nommé lieutenant-colonel le 28 avril suivant, et il fait les guerres de 1792 et 1793, à l’armée de la Moselle commandée par le général Beurnonville. Le 1er octobre 1793, il est admis à la retraite, et le 1er janvier 1795, il reprend du service en vertu d’un arrêté du Comité de salut public.
De l’an III à l’an IV, il sert à l’armée du Rhin, au blocus de Mayence, et au siège de Manheim. Il est fait prisonnier le 23 novembre 1795, et il est remis en liberté le 8 juin 1796. 
Il est promu chef de brigade le 18 novembre 1796, et de l’an VI à l’an IX, il est employé à l’armée d’Italie, comme directeur des parcs. Envoyé provisoirement à Saint-Malo en septembre 1801, il est fait chevalier de la Légion d’honneur le 11 décembre 1803, et officier de l’ordre le 14 juin 1804. En 1805, il est désigné pour faire partie du collège électoral du département de Lot-et-Garonne.
Le 27 mars 1806, il commande l’arsenal d’artillerie à Toulouse, et il reçoit l’ordre de prendre la direction de l’artillerie à Brest l’année suivante.
Il meurt dans sa direction à Brest le 16 juin 1810.

## Sources
- A. Lievyns, Jean Maurice Verdot, Pierre Bégat, Fastes de la Légion-d'honneur, biographie de tous les décorés accompagnée de l'histoire législative et réglementaire de l'ordre, Tome 3, Bureau de l’administration, 1844, 529 p. (lire en ligne), p. 233.
- Léon Hennet, État militaire de France pour l’année 1793, Siège de la société, Paris, 1903, p. 122.
- Arthur Chuquet, La Jeunesse de Napoléon, Brienne, Armand Colin et Cie, éditeurs, Paris, 1898, 522 p. (lire en ligne), p. 452.